# Factor 5
Factor 5 est une entreprise de développement de logiciels et de jeux vidéo créée en 1987 à Cologne en Allemagne. Factor 5 est surtout connue pour avoir développée les séries Turrican et Star Wars: Rogue Squadron.
La filiale américaine a fermé ses portes le 21 décembre 2008 après s'être créée en 1997 et avoir eu pour siège San Rafael en Californie.
La société a eu des démêlés judiciaires pour avoir transmis ses propriétés à une société écran avant de fermer ses portes afin de ne pas avoir à payer ses créanciers et ses employés.

## Productions
- 1988 - Katakis, retiré de la vente, puis ressorti remanié en 1989 sous le nom de Denaris.
- 1989 - Denaris
- 1989 - R-Type, portage sur Amiga
- 1990 - Turrican
- 1991 - Turrican II: The Final Fight
- 1992 - BC Kid, portage du premier épisode de PC Kid sur Amiga
- 1993 - Super Turrican
- 1993 - Turrican 3
- 1994 - Mega Turrican
- 1994 - Indiana Jones: Greatest Adventures
- 1994 - Contra: The Alien Wars, portage sur Game Boy
- 1995 - Super Turrican 2
- 1996 - Star Wars: Rebel Assault II - The Hidden Empire, portage sur PlayStation
- 1997 - Ballblazer Champions
- 1998 - Star Wars: Rogue Squadron
- 2000 - Star Wars, épisode 1: Battle for Naboo
- 2000 - Indiana Jones et la Machine Infernale, portage sur Nintendo 64
- 2001 - Star Wars: Rogue Squadron II - Rogue Leader
- 2003 - Star Wars Rogue Squadron III - Rebel Strike
- 2007 - Lair